# 杰克逊县 (伊利诺伊州)
杰克逊县（英語：Jackson County）是位於美国伊利诺伊州西南部的一個縣，西隔密西西比河與密蘇里州相望，面積1,512平方公里。根据2020年美國人口普查，共有人口52,974人。縣治墨菲斯伯勒（Murphysboro）。最大城市卡本代爾（Carbondale）是南伊利諾伊大學所在。該縣成立於1816年1月10日，縣名是紀念第七任總統安德鲁·杰克逊。